# 海草郡

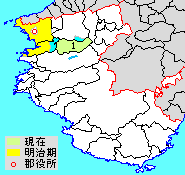
和歌山県海草郡の範囲（薄緑：紀美野町 薄緑・水色：後に他郡から編入した区域）

海草郡（かいそうぐん）は、和歌山県（紀伊国）の郡。
人口7,293人、面積128.34km²、人口密度56.8人/km²。（2025年7月1日、推計人口）
次の1町を含む。
- 紀美野町（きみのちょう）

海草振興局 （和歌山県ホームページ）
かつて、和歌山県議会で海草郡選出議員が強大な勢力を誇った。それゆえ「海草閥」と呼ばれ、同郡内への旧制中学校の設置を求めたり、郡部の和歌山市への編入に反対したりするなど、県政に非常に大きな影響力を持った。

## 郡域
1896年（明治29年）に行政区画として発足した当時の郡域は、下記の区域にあたる。
- 和歌山市の大部分（吐前、金谷以東を除く、概ね中之島、吉田、新内、友田町、美園町、田中町、木広町、吹屋町、新生町、手平、新堀東、堀止南ノ丁、堀止西二丁目、今福、砂山南、舟津町、築港、湊、北島、福島、粟より外側の区域[1]）
- 海南市の大部分（小野田、阪井、東畑以西）
- 有田市の一部（初島町里・初島町浜）

なお、現在の郡域は、全域が1951年に那賀郡から編入した区域である。

## 歴史
- 明治29年（1896年）

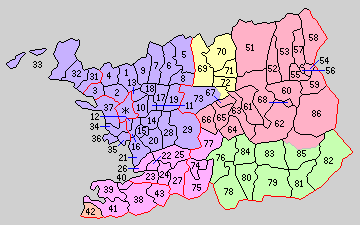
1.楠見村 2.野崎村 3.松江村 4.貴志村 5.山口村 6.紀伊村 7.直川村 8.川永村 9.有功村 10.宮村 11.鳴神村 12.岡町村 13.中ノ島村 14.岡崎村 15.三田村 16.宮前村 17.西和佐村 18.四箇郷村 19.和佐村 20.安原村 21.紀三井寺村 22.日方村 23.内海村 24.大野村 25.亀川村 26.黒江村 27.巽村 28.西山東村 29.東山東村 31.木ノ本村 32.西脇野村 33.加太村 34.雑賀村 35.和歌村 36.雑賀崎村 37.湊村 38.加茂村 39.大崎村 40.塩津村 41.下津町 42.椒村 43.仁義村 74.中野上村 75.南野上村 76.東野上村 77.北野上村 78.小川村 79.上神野村 80.下神野村 81.猿川村 82.長谷毛原村 83.真国村 84.志賀野村 85.細野村（紫：和歌山市 桃：海南市 橙：有田市 緑：紀美野町 ＊：発足時の和歌山市 51 - 73は那賀郡 74 - 85は那賀郡→海草郡）

  - 4月1日 - 郡制の施行のため、名草郡（29村）・海部郡（13村）の区域をもって海草郡が発足。郡役所が宮村に設置。（42村）
    - 旧・名草郡 - 楠見村・野崎村・松江村・貴志村・山口村・紀伊村・直川村・川永村・有功村・宮村・鳴神村・岡町村・中ノ島村・岡崎村・三田村・宮前村・西和佐村・四箇郷村・和佐村・安原村・紀三井寺村（現・和歌山市）・日方村・内海村・大野村・亀川村・黒江村・巽村（現・海南市）・西山東村・東山東村（現・和歌山市）
    - 旧・海部郡 - 木ノ本村・西脇野村・加太村・雑賀村・和歌村・雑賀崎村・湊村（現・和歌山市）・加茂村・大崎村・塩津村・浜中村（現・海南市）・椒村（現・有田市）・仁義村（現・海南市）

  - 7月7日（2町40村）
    - 日方村が町制施行して日方町となる。
    - 黒江村が町制施行して黒江町となる。
- 明治30年（1897年）9月1日 - 郡制を施行。
- 明治32年（1899年）
  - 3月14日 - 和歌村が町制施行・改称して和歌浦町となる。（3町39村）
  - 6月20日 - 加太村が町制施行して加太町となる。（4町38村）
- 大正10年（1921年）2月11日 - 内海村が町制施行して内海町となる。（5町37村）
- 大正12年（1923年）4月1日 - 郡会が廃止。郡役所は存続。
- 大正15年（1926年）7月1日 - 郡役所が廃止。以降は地域区分名称となる。
- 昭和2年（1927年）4月1日 - 雑賀村が和歌山市に編入。（5町36村）
- 昭和2年（1927年）11月1日 - 宮村が和歌山市に編入。（5町35村）
- 昭和8年（1933年）6月1日 - 和歌浦町・鳴神村・中ノ島村・岡町村・四箇郷村・雑賀崎村・宮前村が和歌山市に編入。（4町29村）
- 昭和9年（1934年）5月1日 - 黒江町・内海町・日方町・大野村が合併して海南市が発足し、郡より離脱。（1町28村）
- 昭和10年（1935年）2月11日 - 紀三井寺村が町制施行して紀三井寺町となる。（2町27村）
- 昭和13年（1938年）6月1日 - 浜中村が町制施行・改称して下津町となる。（3町26村）
- 昭和15年（1940年）4月1日 - 紀三井寺町・湊村・野崎村・三田村が和歌山市に編入。（2町23村）
- 昭和17年（1942年）7月1日 - 松江村・木ノ本村・貴志村・楠見村が和歌山市に編入。（3町19村）
- 昭和26年（1951年）10月1日 - 那賀郡中野上村・南野上村・北野上村・東野上町・小川村・下神野村・上神野村・猿川村・長谷毛原村・志賀野村・真国村・細野村の所属郡が本郡に変更。猿川村は改称して国吉村となる。（4町30村）
- 昭和28年（1953年）
  - 1月1日 - 椒村が町制施行・改称して初島町となる。（5町29村）
  - 2月1日 - 大崎村が町制施行して大崎町となる。（6町28村）
- 昭和29年（1954年）1月1日 - 西脇野村が町制施行・改称して西脇町となる。（7町27村）
- 昭和30年（1955年）
  - 1月1日 - 西和佐村・岡崎村が和歌山市に編入。（7町25村）
  - 2月1日 - 下津町・大崎町・塩津村・加茂村・仁義村が合併し、改めて下津町が発足。（6町22村）
  - 4月1日 - 志賀野村が東野上町に編入。東野上町は即日改称して野上町となる。（6町21村）
  - 4月10日 - 巽村・亀川村・北野上村・中野上村・南野上村が海南市に編入。（6町16村）
  - 4月16日 - 野上町・小川村が合併し、改めて野上町が発足。（6町15村）
  - 6月1日 - 下神野村・上神野村・国吉村・長谷毛原村・真国村が合併して美里町が発足。（6町10村）
- 昭和31年（1956年）9月1日 - 西脇町・和佐村・安原村・西山東村・東山東村が和歌山市に編入。（5町6村）
- 昭和32年（1957年）8月1日 - 細野村が分割し、一部（円明寺・勝谷・四郷）が美里町に、残部（垣内・細野中畑・峯・根来窪）が那賀郡桃山町に編入。（5町5村）
- 昭和33年（1958年）
  - 4月1日 - 有功村・直川村・川永村が和歌山市に編入。（5町2村）
  - 7月1日 - 加太町が和歌山市に編入。（4町2村）
- 昭和34年（1959年）
  - 1月1日 - 山口村が和歌山市に編入。（4町1村）
  - 4月1日 - 紀伊村が和歌山市に編入。（4町）
- 昭和37年（1962年）8月1日 - 初島町が有田市に編入。（3町）
- 平成17年（2005年）4月1日 - 下津町が海南市と合併し、改めて海南市が発足、郡より離脱。（2町）
- 平成18年（2006年）1月1日 - 野上町・美里町が合併して紀美野町が発足。（1町）

### 変遷表
| 明治22年以前                       | 旧郡   | 明治29年3月26日 | 明治29年 - 大正15年               | 昭和1年 - 昭和19年              | 昭和1年 - 昭和19年             | 昭和20年 - 昭和29年                    | 昭和30年 - 昭和63年           | 平成1年 - 現在          | 現在     |  |
| ---------------------------------- | ------ | --------------- | --------------------------------- | ------------------------------- | ------------------------------ | -------------------------------------- | ----------------------------- | ----------------------- | -------- |  |
|                                    | 海部郡 | 椒村            | 椒村                              | 椒村                            | 椒村                           | 昭和28年1月1日 町制改称 初島町         | 昭和37年8月1日 有田市に編入   | 有田市                  | 有田市   |  |
|                                    | 海部郡 | 浜中村          | 浜中村                            | 浜中村                          | 昭和13年6月1日 町制改称 下津町 | 下津町                                 | 昭和30年2月1日 下津町         | 平成17年4月1日 海南市   | 海南市   |  |
|                                    | 海部郡 | 大崎村          | 大崎村                            | 大崎村                          | 大崎村                         | 昭和28年2月1日 町制 大崎町             | 昭和30年2月1日 下津町         | 平成17年4月1日 海南市   | 海南市   |  |
|                                    | 海部郡 | 仁義村          | 仁義村                            | 仁義村                          | 仁義村                         | 仁義村                                 | 昭和30年2月1日 下津町         | 平成17年4月1日 海南市   | 海南市   |  |
|                                    | 海部郡 | 加茂村          | 加茂村                            | 加茂村                          | 加茂村                         | 加茂村                                 | 昭和30年2月1日 下津町         | 平成17年4月1日 海南市   | 海南市   |  |
|                                    | 海部郡 | 塩津村          | 塩津村                            | 塩津村                          | 塩津村                         | 塩津村                                 | 昭和30年2月1日 下津町         | 平成17年4月1日 海南市   | 海南市   |  |
|                                    | 海部郡 | 加太村          | 明治32年6月20日 町制              | 加太町                          | 加太町                         | 加太町                                 | 昭和33年7月1日 和歌山市に編入 | 和歌山市                | 和歌山市 |  |
|                                    | 海部郡 | 西脇野村        | 西脇野村                          | 西脇野村                        | 西脇野村                       | 昭和29年1月1日 町制改称 西脇町         | 昭和31年9月1日 和歌山市に編入 | 和歌山市                | 和歌山市 |  |
|                                    | 海部郡 | 木ノ本村        | 木ノ本村                          | 木ノ本村                        | 昭和17年7月1日 和歌山市に編入  | 和歌山市                               | 和歌山市                      | 和歌山市                | 和歌山市 |  |
|                                    | 海部郡 | 湊村            | 湊村                              | 湊村                            | 昭和15年4月1日 和歌山市に編入  | 和歌山市                               | 和歌山市                      | 和歌山市                | 和歌山市 |  |
|                                    | 海部郡 | 和歌村          | 明治32年3月14日 町制改称 和歌浦町 | 昭和8年6月1日 和歌山市に編入    | 昭和8年6月1日 和歌山市に編入   | 和歌山市                               | 和歌山市                      | 和歌山市                | 和歌山市 |  |
|                                    | 海部郡 | 雑賀崎村        | 雑賀崎村                          | 昭和8年6月1日 和歌山市に編入    | 昭和8年6月1日 和歌山市に編入   | 和歌山市                               | 和歌山市                      | 和歌山市                | 和歌山市 |  |
|                                    | 海部郡 | 雑賀村          | 雑賀村                            | 昭和2年4月1日 和歌山市に編入    | 昭和2年4月1日 和歌山市に編入   | 和歌山市                               | 和歌山市                      | 和歌山市                | 和歌山市 |  |
|                                    | 名草郡 | 和歌山市        | 和歌山市                          | 和歌山市                        | 和歌山市                       | 和歌山市                               | 和歌山市                      | 和歌山市                | 和歌山市 |  |
|                                    | 名草郡 | 宮村            | 宮村                              | 昭和2年11月1日 和歌山市に編入   | 昭和2年11月1日 和歌山市に編入  | 和歌山市                               | 和歌山市                      | 和歌山市                | 和歌山市 |  |
|                                    | 名草郡 | 鳴神村          | 鳴神村                            | 昭和8年6月1日 和歌山市に編入    | 昭和8年6月1日 和歌山市に編入   | 和歌山市                               | 和歌山市                      | 和歌山市                | 和歌山市 |  |
|                                    | 名草郡 | 四箇郷村        | 四箇郷村                          | 昭和8年6月1日 和歌山市に編入    | 昭和8年6月1日 和歌山市に編入   | 和歌山市                               | 和歌山市                      | 和歌山市                | 和歌山市 |  |
|                                    | 名草郡 | 岡町村          | 岡町村                            | 昭和8年6月1日 和歌山市に編入    | 昭和8年6月1日 和歌山市に編入   | 和歌山市                               | 和歌山市                      | 和歌山市                | 和歌山市 |  |
|                                    | 名草郡 | 中ノ島村        | 中ノ島村                          | 昭和8年6月1日 和歌山市に編入    | 昭和8年6月1日 和歌山市に編入   | 和歌山市                               | 和歌山市                      | 和歌山市                | 和歌山市 |  |
|                                    | 名草郡 | 宮前村          | 宮前村                            | 昭和8年6月1日 和歌山市に編入    | 昭和8年6月1日 和歌山市に編入   | 和歌山市                               | 和歌山市                      | 和歌山市                | 和歌山市 |  |
|                                    | 名草郡 | 紀三井寺村      | 紀三井寺村                        | 昭和10年2月11日 町制 紀三井寺町 | 昭和15年4月1日 和歌山市に編入  | 和歌山市                               | 和歌山市                      | 和歌山市                | 和歌山市 |  |
|                                    | 名草郡 | 野崎村          | 野崎村                            | 野崎村                          | 昭和15年4月1日 和歌山市に編入  | 和歌山市                               | 和歌山市                      | 和歌山市                | 和歌山市 |  |
|                                    | 名草郡 | 三田村          | 三田村                            | 三田村                          | 昭和15年4月1日 和歌山市に編入  | 和歌山市                               | 和歌山市                      | 和歌山市                | 和歌山市 |  |
|                                    | 名草郡 | 松江村          | 松江村                            | 松江村                          | 昭和17年7月1日 和歌山市に編入  | 和歌山市                               | 和歌山市                      | 和歌山市                | 和歌山市 |  |
|                                    | 名草郡 | 貴志村          | 貴志村                            | 貴志村                          | 昭和17年7月1日 和歌山市に編入  | 和歌山市                               | 和歌山市                      | 和歌山市                | 和歌山市 |  |
|                                    | 名草郡 | 楠見村          | 楠見村                            | 楠見村                          | 昭和17年7月1日 和歌山市に編入  | 和歌山市                               | 和歌山市                      | 和歌山市                | 和歌山市 |  |
|                                    | 名草郡 | 西和佐村        | 西和佐村                          | 西和佐村                        | 西和佐村                       | 西和佐村                               | 昭和30年1月1日 和歌山市に編入 | 和歌山市                | 和歌山市 |  |
|                                    | 名草郡 | 岡崎村          | 岡崎村                            | 岡崎村                          | 岡崎村                         | 岡崎村                                 | 昭和30年1月1日 和歌山市に編入 | 和歌山市                | 和歌山市 |  |
|                                    | 名草郡 | 和佐村          | 和佐村                            | 和佐村                          | 和佐村                         | 和佐村                                 | 昭和31年9月1日 和歌山市に編入 | 和歌山市                | 和歌山市 |  |
|                                    | 名草郡 | 東山東村        | 東山東村                          | 東山東村                        | 東山東村                       | 東山東村                               | 昭和31年9月1日 和歌山市に編入 | 和歌山市                | 和歌山市 |  |
|                                    | 名草郡 | 西山東村        | 西山東村                          | 西山東村                        | 西山東村                       | 西山東村                               | 昭和31年9月1日 和歌山市に編入 | 和歌山市                | 和歌山市 |  |
|                                    | 名草郡 | 安原村          | 安原村                            | 安原村                          | 安原村                         | 安原村                                 | 昭和31年9月1日 和歌山市に編入 | 和歌山市                | 和歌山市 |  |
|                                    | 名草郡 | 有功村          | 有功村                            | 有功村                          | 有功村                         | 有功村                                 | 昭和33年4月1日 和歌山市に編入 | 和歌山市                | 和歌山市 |  |
|                                    | 名草郡 | 直川村          | 直川村                            | 直川村                          | 直川村                         | 直川村                                 | 昭和33年4月1日 和歌山市に編入 | 和歌山市                | 和歌山市 |  |
|                                    | 名草郡 | 川永村          | 川永村                            | 川永村                          | 川永村                         | 川永村                                 | 昭和33年4月1日 和歌山市に編入 | 和歌山市                | 和歌山市 |  |
|                                    | 名草郡 | 山口村          | 山口村                            | 山口村                          | 山口村                         | 山口村                                 | 昭和34年1月1日 和歌山市に編入 | 和歌山市                | 和歌山市 |  |
|                                    | 名草郡 | 紀伊村          | 紀伊村                            | 紀伊村                          | 紀伊村                         | 紀伊村                                 | 昭和34年4月1日 和歌山市に編入 | 和歌山市                | 和歌山市 |  |
|                                    | 名草郡 | 日方村          | 明治29年7月7日 町制 日方町        | 昭和9年5月1日 海南市            | 昭和9年5月1日 海南市           | 海南市                                 | 海南市                        | 平成17年4月1日 海南市   | 海南市   |  |
|                                    | 名草郡 | 黒江村          | 明治29年7月7日 町制 黒江町        | 昭和9年5月1日 海南市            | 昭和9年5月1日 海南市           | 海南市                                 | 海南市                        | 平成17年4月1日 海南市   | 海南市   |  |
|                                    | 名草郡 | 内海村          | 大正10年2月11日 町制 内海町       | 昭和9年5月1日 海南市            | 昭和9年5月1日 海南市           | 海南市                                 | 海南市                        | 平成17年4月1日 海南市   | 海南市   |  |
|                                    | 名草郡 | 大野村          | 大野村                            | 昭和9年5月1日 海南市            | 昭和9年5月1日 海南市           | 海南市                                 | 海南市                        | 平成17年4月1日 海南市   | 海南市   |  |
|                                    | 名草郡 | 巽村            | 巽村                              | 巽村                            | 巽村                           | 巽村                                   | 昭和30年4月10日 海南市に編入  | 平成17年4月1日 海南市   | 海南市   |  |
|                                    | 名草郡 | 亀川村          | 亀川村                            | 亀川村                          | 亀川村                         | 亀川村                                 | 昭和30年4月10日 海南市に編入  | 平成17年4月1日 海南市   | 海南市   |  |
|                                    | 那賀郡 | 南野上村        |                                   |                                 |                                | 昭和26年10月1日 海草郡                 | 昭和30年4月10日 海南市に編入  | 平成17年4月1日 海南市   | 海南市   |  |
|                                    | 那賀郡 | 北野上村        |                                   |                                 |                                | 昭和26年10月1日 海草郡                 | 昭和30年4月10日 海南市に編入  | 平成17年4月1日 海南市   | 海南市   |  |
|                                    | 那賀郡 | 中野上村        |                                   |                                 |                                | 昭和26年10月1日 海草郡                 | 昭和30年4月10日 海南市に編入  | 平成17年4月1日 海南市   | 海南市   |  |
|                                    | 那賀郡 | 東野上村        |                                   | 昭和2年1月1日 町制              | 昭和2年1月1日 町制             | 昭和26年10月1日 海草郡                 | 昭和30年4月1日 改称 野上町    | 平成18年1月1日 紀美野町 | 紀美野町 |  |
|                                    | 那賀郡 | 志賀野村        |                                   |                                 |                                | 昭和26年10月1日 海草郡                 | 昭和30年4月1日 東野上町に編入 | 平成18年1月1日 紀美野町 | 紀美野町 |  |
|                                    | 那賀郡 | 小川村          |                                   |                                 |                                | 昭和26年10月1日 海草郡                 | 昭和30年4月16日 野上町と合併  | 平成18年1月1日 紀美野町 | 紀美野町 |  |
|                                    | 那賀郡 | 下神野村        |                                   |                                 |                                | 昭和26年10月1日 海草郡                 | 昭和30年6月1日 美里町         | 平成18年1月1日 紀美野町 | 紀美野町 |  |
|                                    | 那賀郡 | 上神野村        |                                   |                                 |                                | 昭和26年10月1日 海草郡                 | 昭和30年6月1日 美里町         | 平成18年1月1日 紀美野町 | 紀美野町 |  |
|                                    | 那賀郡 | 長谷毛原村      |                                   |                                 |                                | 昭和26年10月1日 海草郡                 | 昭和30年6月1日 美里町         | 平成18年1月1日 紀美野町 | 紀美野町 |  |
|                                    | 那賀郡 | 真国村          |                                   |                                 |                                | 昭和26年10月1日 海草郡                 | 昭和30年6月1日 美里町         | 平成18年1月1日 紀美野町 | 紀美野町 |  |
|                                    | 那賀郡 | 猿川村          |                                   |                                 |                                | 昭和26年10月1日 海草郡 同日改称 国吉村 | 昭和30年6月1日 美里町         | 平成18年1月1日 紀美野町 | 紀美野町 |  |
|                                    | 那賀郡 | 細野村          |                                   |                                 |                                | 昭和26年10月1日 海草郡                 | 昭和32年8月1日 美里町に編入   | 平成18年1月1日 紀美野町 | 紀美野町 |  |
| 昭和32年8月1日 那賀郡 桃山町に編入 | 那賀郡 | 細野村          | 平成17年11月7日 紀の川市          | 紀の川市                        |                                | 昭和26年10月1日 海草郡                 |                               |                         |          |  |

## 行政
歴代郡長
『和歌山県史 人物』による。
| 代 | 氏名       | 就任年月日                | 退任年月日                | 備考                   |
| -- | ---------- | ------------------------- | ------------------------- | ---------------------- |
| 1  | 平田綱一郎 | 明治29年（1896年）4月1日  |                           | 名草・海部郡長より就任 |
| 2  | 九鬼善一   | 明治33年（1900年）5月16日 |                           |                        |
| 3  | 伊藤信平   | 大正3年（1914年）4月11日  |                           |                        |
| 4  | 月沢増男   | 大正4年（1915年）9月1日   |                           |                        |
| 5  | 関屋延之助 | 大正9年（1920年）6月4日   |                           |                        |
| 6  | 田村和夫   | 大正10年（1921年）7月12日 |                           |                        |
| 7  | 小牧義夫   | 大正13年（1924年）3月10日 |                           |                        |
| 8  | 山本喜平   | 大正13年（1924年）6月10日 | 大正15年（1926年）6月30日 | 郡役所廃止により、廃官 |